# Maia Weintraub
Maia Mei Weintraub (ur. 24 października 2002) – amerykańska florecistka, srebrna medalistka mistrzostw świata.
W 2021 roku zdobyła srebro drużynowo na mistrzostwach świata juniorów w Kairze. Na rozgrywanych rok później mistrzostwach świata juniorów w Dubaju w tej samej konkurencji zdobyła złoty medal.
Podczas mistrzostw świata w Kairze w 2022 roku Amerykanki w składzie: Jacqueline Dubrovich, Lee Kiefer, Zander Rhodes i Maia Weintraub zdobyły drużynowo srebrny medal. W tej samej konkurencji była też czwarta na mistrzostwach świata w Mediolanie w 2023 roku. 